# Franz Jacob

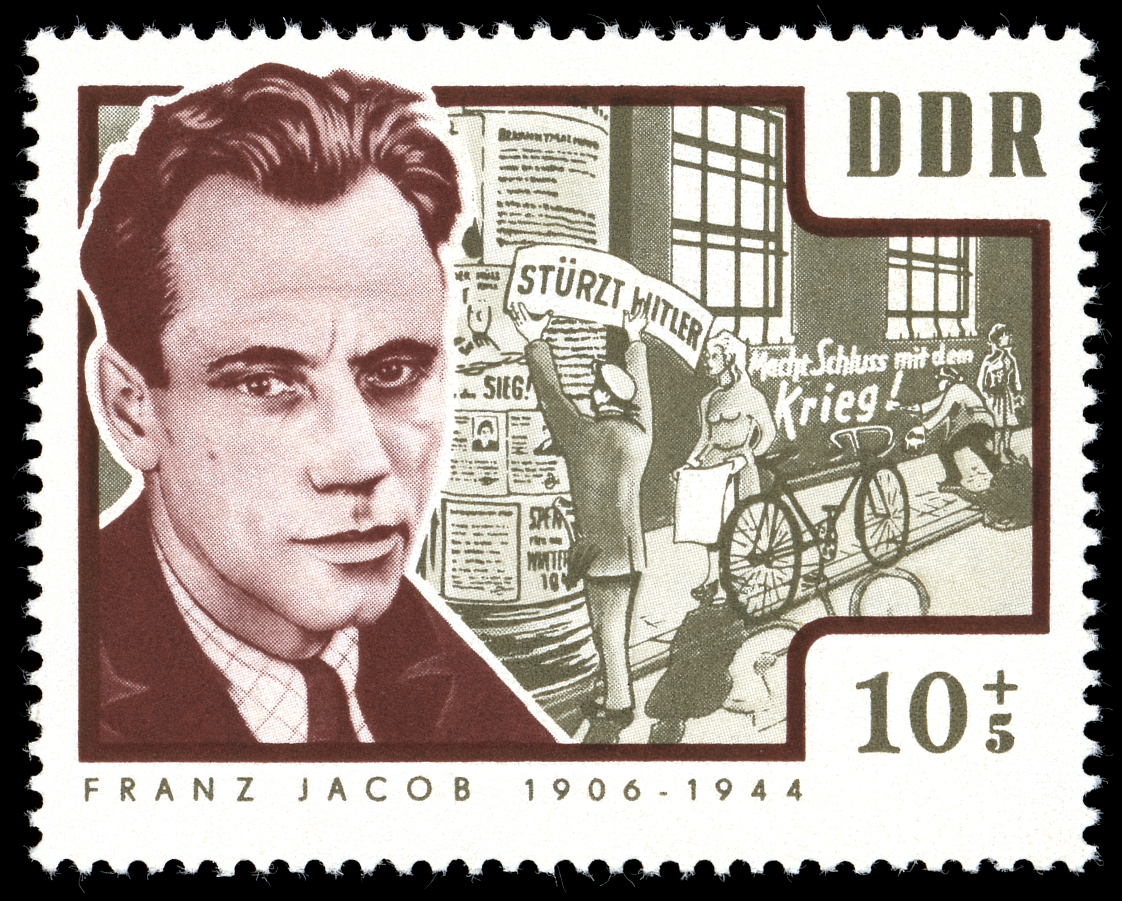
Sello semipostal de la RDA del año 1964, con la efigie conmemorativa de Franz Jacob

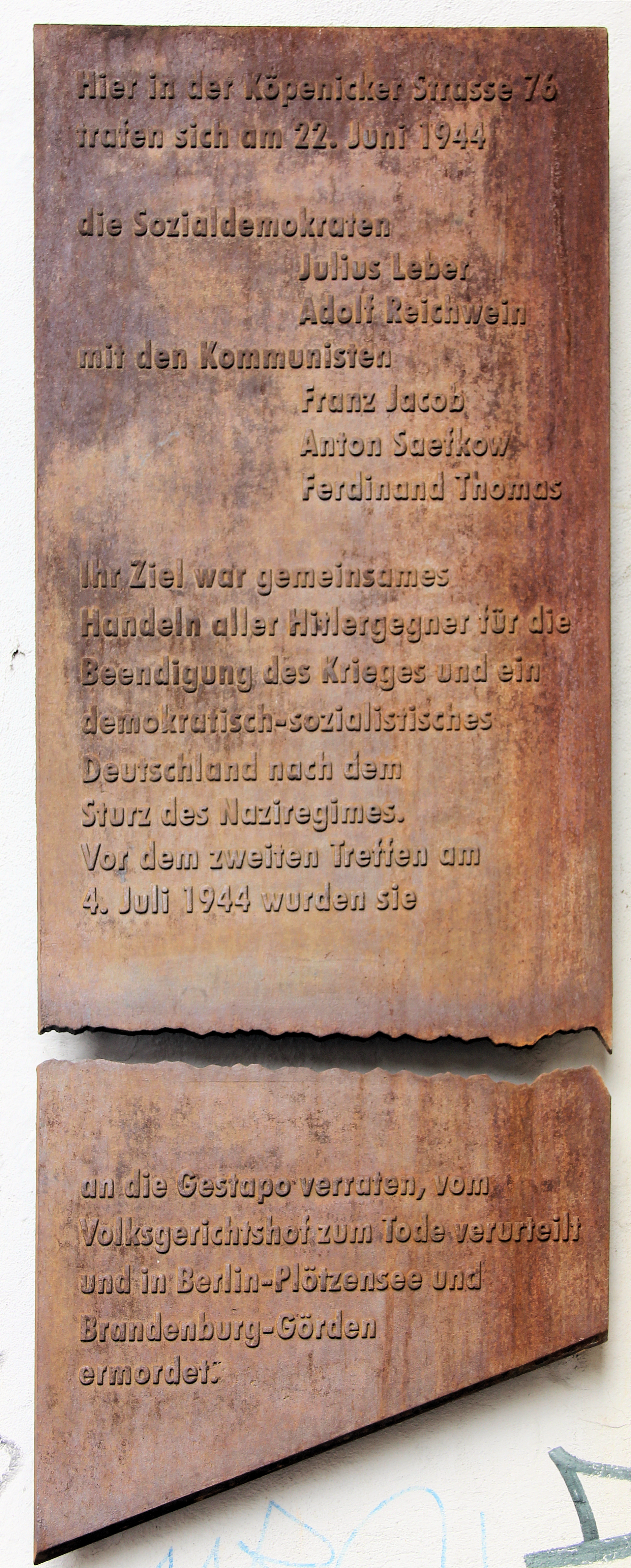
Placa conmemorativa en el nº76 de Köpenicker Straße, Berlín

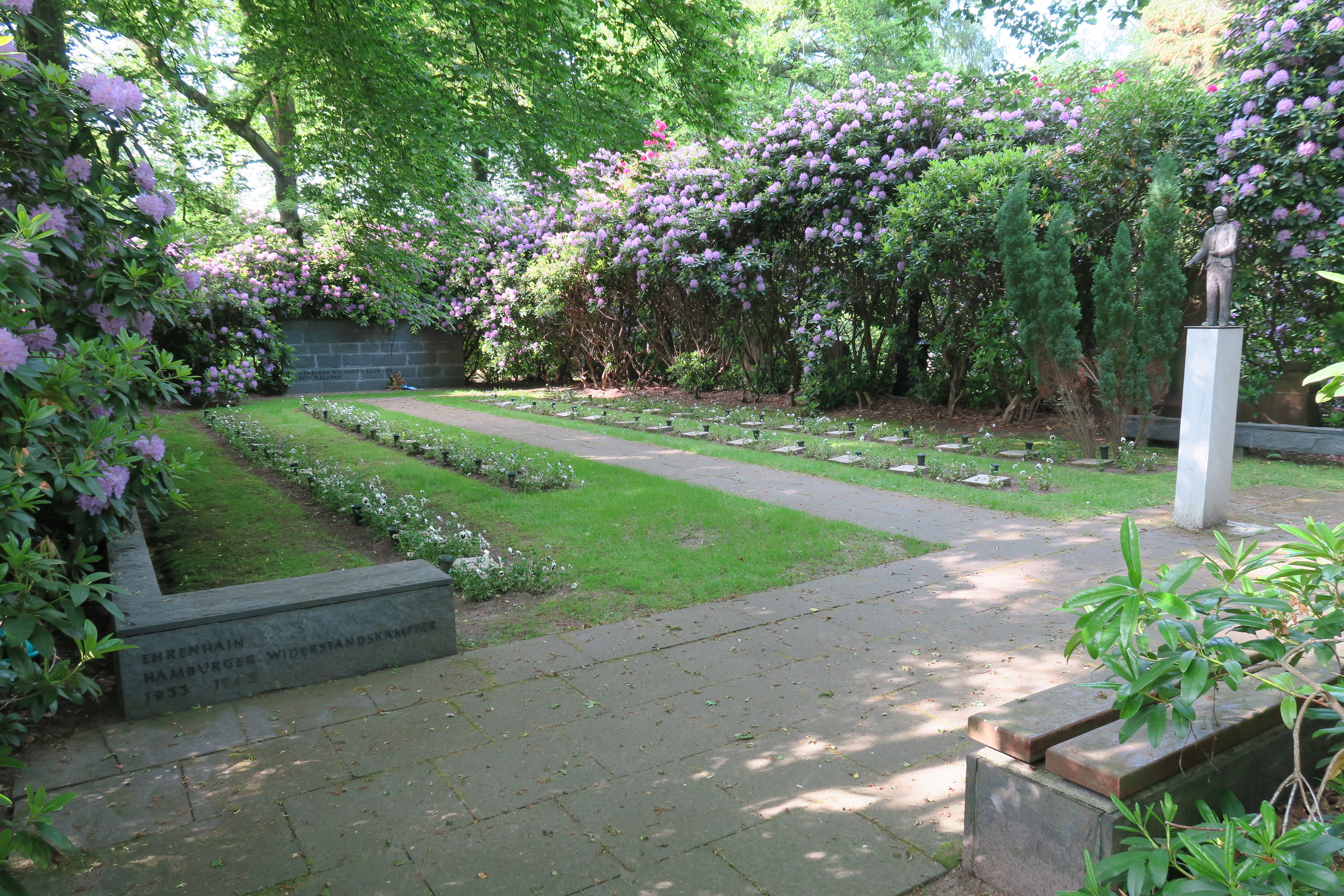
Ehrenhain de los combatientes de la resistencia de Hamburgo

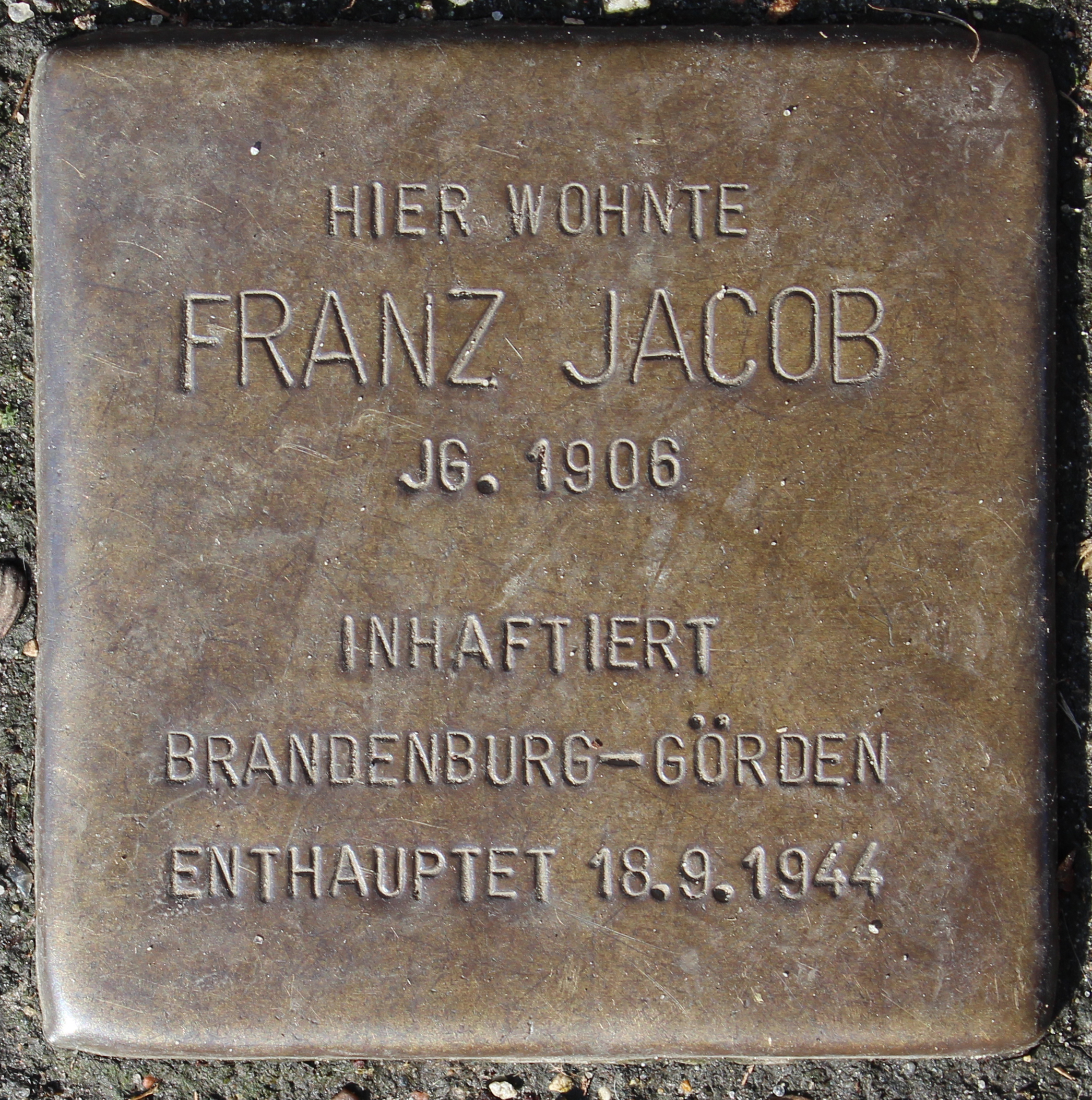
Stolperstein de Franz Jacob, calle Jarres (Jarresstraße) 21, Hamburgo

Franz Jacob (Hamburgo, 9 de agosto de 1906 - Penitenciaría de Brandeburgo, 18 de septiembre de 1944) fue un político comunista alemán y luchador de la resistencia contra el nazismo.

## Biografía

### Juventud
Jacob nació en Hamburgo en una familia de clase trabajadora. Su madre, Marie Pgetz, era una criada y su padre, August Moser, era un criado que murió joven. Entonces vivió en la familia de su abuelo, un miembro activo del Partido Socialdemócrata de Alemania (SPD), hasta que su madre se volvió a casar en 1917. Su nuevo esposo, Gustav Jacob, adoptó a Franz.
Jacob solo asistió a la Oberrealschule por un año.  La Primera Guerra Mundial y la situación económica en Alemania llevaron a Jacob a unirse, a la edad de quince años, a la Juventud Obrera Socialista (Sozialistische Arbeiterjugend o SAJ), una organización juvenil de orientación socialdemócrata.  Un año después, se unió al Partido Socialdemócrata de Alemania (Sozialdemokratische Partei Deutschlands o SPD). De 1922 a 1926, aprendió el oficio de cerrajero mecánico y ajustador de máquinas en un astillero en Hamburgo y se unió al Sindicato Alemán de Trabajadores Metalúrgicos (Deutscher Metallarbeiter-Verband), donde fue elegido representante de los aprendices. En 1925, dejó la SAJ y se unió a la Liga de los Jóvenes Comunistas de Alemania (Kommunistischer Jugendverband Deutschlands o KJVD), las juventudes del Partido Comunista de Alemania (Kommunistische Partei Deutschlands o KPD),  a pesar de las objeciones de su familia.
También se unió a la Rote Hilfe Deutschland (Ayuda Roja de Alemania), una organización del KPD para presos políticos del movimiento obrero y sus familias, y a la Roter Frontkämpferbund (RFB), una organización paramilitar del Partido Comunista de Alemania (KPD). Su actividad en la Juventud Comunista lo llevó a ser elegido líder de esta organización del KPD en el distrito llamado «Wasserkante». En 1928, se unió al propio KPD y se le permitió ser delegado en el 5º Congreso Internacional de la Juventud Comunista y en el 6º Congreso Mundial de la Internacional Comunista en Moscú. Como resultado, Jacob perdió su trabajo en la Oficina de Telégrafos de Hamburgo. Su siguiente trabajo fue en un astillero, el Reiherstieg-Werft, pero fue despedido sin previo aviso después de convocar una pequeña huelga.
En 1929, Jacob comenzó a trabajar como corresponsal de las publicaciones del KPD para Hamburgo y Schleswig-Holstein, Hamburger Volkszeitung (Periódico Popular de Hamburgo) y Norddeutsches Echo (Eco del Norte de Alemania). Por un corto periodo de tiempo, fue a Kiel para ayudar a construir una nueva organización antifascista que remplazase a la RFB, ilegalizada en 1929. En 1931, se convirtió en secretario de agitación y propaganda para el distrito «Wasserkante» del KPD, trabajando a partir de entonces profesionalmente para el KPD. Las octavillas redactadas por él se distribuyeron en gran cantidades. En abril de 1932, se convirtió en miembro del Parlamento de Hamburgo, a la edad de veintiséis años. El 8 de febrero de 1933 pronunció su último discurso en el Parlamento hamburgués antes de la llegada al poder de los nazis, en el que criticó duramente al SPD, porque éste no quería aceptar el liderazgo del KPD en una lucha común contra los nazis.

### Bajo el nazismo
Las elecciones del 5 de marzo de 1933 vieron grandes avances por parte de los nacionalsocialistas en los Parlamentos, tanto a nivel nacional  como estatal. El 27 de febrero de 1933, seis días antes de las elecciones, el Reichstag fue incendiado en un evento que los nazis atribuyeron a los comunistas. Con los nazis en posiciones clave del gobierno, Adolf Hitler pudo hacer valer el Decreto del Incendio del Reichstag por el gabinete, que luego fue promulgado por el presidente Paul von Hindenburg. El decreto retiró las libertades civiles y permitió a los nazis arrestar a cualquier persona que considerasen como su enemigo.  Esto se convirtió, ante todo, en una confrontación con el KPD y el SPD, pero de manera efectiva, prohibió a todos los partidos políticos opositores al Partido Nazi.  La Ley habilitante del 23 de marzo de 1933 consolidó el poder y la autoridad de Hitler ya que le permitió promulgar leyes sin permiso del Parlamento.  Para finales de abril de 1933, los nazis habían arrestado a 18 000 comunistas, 12 000 miembros del SPD y otros, llenando campos de concentración, y habían asesinados a cientos de sus opositores. Para junio de 1933, más de la mitad de los líderes de distrito del KPD estaban detenidos. Muchas personas pasaron a la clandestinidad, incluyendo a Jacob.
A mediados de agosto de 1933, Jacob fue arrestado en Berlín por los nazis y enviado a prisión, donde fue sometido a torturas. Se le encarceló en la prisión de la gestapo «Columbia-Haus» en Berlín y el campo de concentración de Fuhlsbüttel en Hamburgo. En 1934, fue condenado a tres años de trabajos forzados en prisión por "preparación de alta traición". Tras cumplir su sentencia, fue enviado al campo de concentración de Sachsenhausen de manera preventiva, permaneciendo allí de 1936 hasta 1940.
Tras su liberación, fue inmediatamente a Hamburgo, donde encontró trabajo como cerrajero. Volvió a ponerse en contacto con Bernhard Bästlein y Robert Abshagen, sus antiguos compañeros de Sachsenhausen y funcionarios del KPD. Con ellos y Oskar Reincke formó el Grupo Bästlein-Jacob-Abshagen, un grupo de resistencia comunista. El grupo apoyó a trabajadores forzados y a prisioneros de guerra. Creó células en más de treinta fábricas y astilleros y tenía contactos con otros grupos de resistencia en el norte de Alemania y Berlín. Intentaron sabotear la producción en astilleros y fábricas de armamento. Franz Jacob  nuevamente fue responsable de agitación y propaganda, produciendo folletos y otras publicaciones. También comenzó a crear un archivo para el grupo, el cual Jacob ocultó en el Teatro Thalia de Hamburgo con la ayuda de su co-conspirador Otto Gröllmann. El archivo permanece perdido hasta el día de hoy.
En diciembre de 1941 Franz Jacob se casó con Katharina Hochmuth, de soltera Emmermann, una oficinista y luego pedagoga a quién conocía del KJVD, las juventudes del Partido Comunista de Alemania (KPD). El primer esposo de Katharina Hochmuth había sido Walter Hochmuth, un comunista que también había sido encarcelado. Franz Jacob se fue a vivir con Katharina Hochmuth y su hija. Katharina Jacob fue encarcelada varias veces en campos de concentración y en 1935 había cumplido una condena de un año de prisión. Recogía cartillas de racionamiento para trabajadores forzados y escuchaba Radio Moscú. Así podía informar a los familiares de soldados quiénes de ellos habían sido hecho prisioneros. Además la información de la Radio Moscú sirvió de base para los folletos que Franz Jacob escribía en la clandestinidad.
Tras el comienzo de una nueva oleada de arrestos en Hamburgo en octubre de 1942, los cuales incluyeron a Bästlein, Abshagen y Reincke, Jacob huyó a Berlín, donde se encontró nuevamente en la clandestinidad. Casi dos años vivió en escondites que cambiaban con frecuencia. En 1943, formó otro grupo de resistencia, esta vez con Anton Saefkow. Junto con otros miembros de la resistencia comunista trataron de reorganizar el KPD ilegal en Berlín y Brandeburgo. Bästlein pudo escapar de la prisión durante un bombardeo en 1944 y se encontró con Jacob por casualidad. Se unió a ellos para formar la Organización Saefkow-Jacob-Bästlein, también llamada "Liderazgo Operativo del Partido Comunista en Alemania". Esta se llegaría a convertir en uno de los mayores grupos de resistencia en Alemania. Sabotearon el trabajo en las fábricas de la industria de armamentos, informaron a sus trabajadores sobre el terror de los nazis, redactaron folletos y recolectaron comida, tabaco y ropa para trabajadores forzados y prisioneros de guerra de los nazis. Además escribieron letras a soldados alemanes para explicarles la falta de sentido de la guerra.
La Organización Saefkow-Jacob-Bästlein también organizó el Bewegung Freies Deutschland (Movimiento de Alemania Libre) para trabajar con personas en fábricas, unidades militares, partidos de la oposición y otros, hasta llegar a varios cientos de personas. En su publicación, Am Beginn der letzten Phase des Krieges ("Al comienzo de la última fase de la guerra"), Jacob escribió que para poner fin a la guerra y derrocar al dictador fascista, los comunistas debían concentrar todas sus fuerzas en el desarrollo de un amplio Frente Nacional compuesto por todos los grupos opuestos al fascismo.
Jacob vivió en la clandestinidad en Berlín durante casi dos años, se mudó con frecuencia, teniendo que permanecer muy callado durante el día, para no ser escuchado. Ser ilegal significaba que también tenía que permanecer en su refugio durante los bombardeos, sin atreverse a buscar cobertura en un refugio antiaéreo.
En junio de 1944, los socialdemócratas Adolf Reichwein y Julius Leber, ambos miembros del Círculo de Kreisau, se pusieron en contacto con Saefkow y Jacob para hablar sobre una cooperación después del planeado complot del 20 de julio para asesinar a Adolf Hitler. Esto se hizo con el conocimiento y acuerdo de Claus von Stauffenberg. Jacob y Saefkow tuvieron una reunión con Reichwein y Leber el 22 de junio de 1944, en el departamento del Dr. Rudolf Schmid. Así, Jacob y Leber, que habían estado juntos en Sachsenhausen y habían solidificado su confianza, se encontraron nuevamente. Según el historiador Peter Steinbach, sabían que la resistencia militar era un esfuerzo sin una base amplia de apoyo en el pueblo y que ellos, como representantes del SPD y el KPD, así como de los sindicatos, tenían los contactos para convertirla en una resistencia con apoyo del pueblo.
Se planificó una reunión adicional para el 4 de julio de 1944 para discutir medidas concretas. Sin embargo, fueron denunciados por un informador, y cuando Jacob, Saefkow y Reichwein llegaron al lugar designado, la Gestapo los atrapó a todos. Leber fue arrestado el día siguiente. Jacob fue condenado a muerte por el Volksgerichtshof el 5 de septiembre de 1944 y ejecutado el 18 de septiembre de 1944 en la prisión de Brandeburgo, junto con Saefkow y Bästlein.

### Memoriales
El suburbio berlinés de Lichtenberg nombró una calle con el nombre de Franz Jacob. También hay una calle en Rostock que lleva el nombre de Jacob.
Hay un stolperstein para Franz Jacob en Jarrestraße 21, en Hamburgo, donde vivió con su esposa y su familia.

## Vida personal
Jacob se casó con Katharina Hochmuth (nacida como Katharina Emmermann), a quien había conocido en la Liga de los Jóvenes Comunistas  de Alemania. Se mudó con ella y con la hija de su primer matrimonio, Ursel. Katharina también era políticamente activa, había estado en campos de concentración más de una vez y había cumplido un año en prisión. Ella ayudó a Jacob a recopilar información para sus folletos, que fueron transportados de contrabando a Berlín por la mensajera Charlotte Groß.
Después de que Jacob se viese obligado a huir a Berlín en octubre de 1942, fue Charlotte Groß quien le trajo noticias del nacimiento de su hija, Ilse, nacida el 9 de noviembre de 1942. Jacob solo vio a su hija una vez, cuando, estando de viaje Katharina y sus hijas, estas pasaron una noche en secreto por Berlín de camino a casa.
La esposa de Jacob sobrevivió a la guerra y se involucró en la Unión de los Perseguidos del Régimen Nazi. Años más tarde, le preguntaron si su lucha contra Adolf Hitler había valido la pena.
55 millones de personas en Alemania y Europa fueron eliminadas; gaseadas, caídas en el frente, muertas en el lugar donde vivían. ¿No debería uno preguntarse si sus muertes tuvieron algún sentido? [...] Los combatientes de la Resistencia arriesgaron sus vidas por la humanidad y la paz. Mi esposo cayó en ese frente. Yo también seguí mi conciencia y mis convicciones. La decisión no fue fácil. ¿Pero ver injusticia y no hacer nada al respecto? Tenía que ser capaz de poder mirar a la cara a mis hijos y a mí misma.—Katharina Jacob

La historiadora y autora Ursel Hochmuth (1931-2014), hija de la hijastra de Katharina y Franz Jacob, investigó la resistencia alemana durante décadas y escribió varios libros acerca del tema.